# أوتونافي

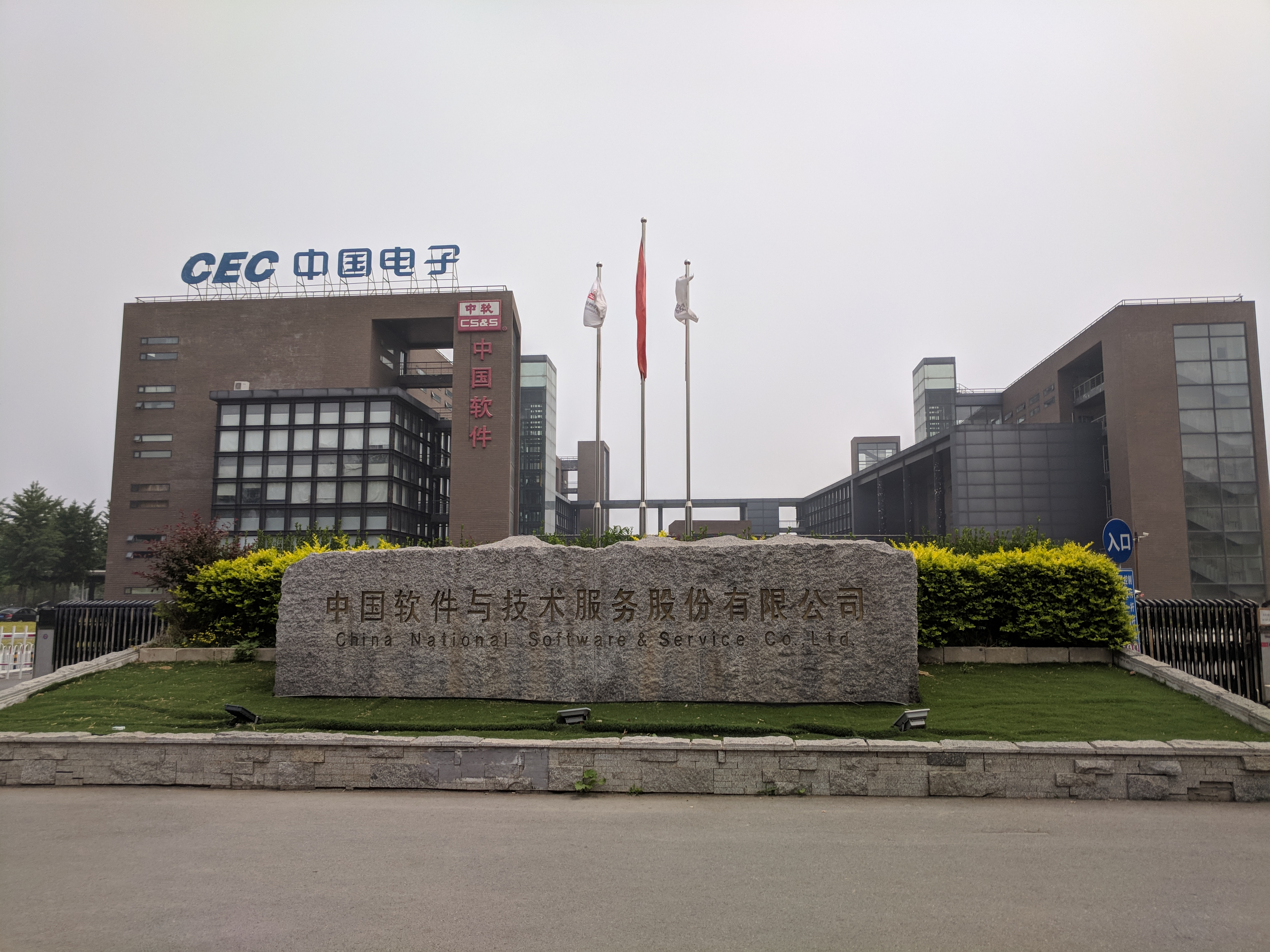
مقر قاعدة إنتاج البيانات التابعة لشركة اوتونافي للبرمجيات المحدودة في منطقة تشانغ بينغ، بكين.

شركة أوتوناڨي للبرمجيات المحدودة (بالصينية المبسطة: 高德软件有限公司; بالصينية التقليدية: 高德軟件有限公司; البينيين: Gāodé Ruǎnjiàn Yǒuxiàn Gōngsī) هي شركة صينية تأسست في عام 2001، تقدم خدمات رسم الخرائط والملاحة وخدمة تحديد الموقع [الإنجليزية]، وتعد شركة بكين مابابك المحدودة من إحدى الشركات التابعة لها، ويختص موقعها الإلكتروني (www.mapabc.com) بخدمات الخرائط في الصين. وقد استحوذت مجموعة علي بابا على شركة أوتوناڨي في عام 2014. كما أنها تقوم بتقديم خدمات الخرائط الخاصة بها على موقع Amap.com وكذلك على تطبيق Amap للهاتف النقال. وهي معروفة باسم جُودَ (Gaode) في اللغة الصينية.
توفر أوتوناڨي بيانات الخرائط الخاصة بالصين وتايوان لتطبيق خرائط أبل، والتي تم اطلاقها مع نظام التشغيل iOS 6. حيث تعتبر هذه الطريقة الوحيدة حاليًا لعرض خرائطهم باللغة الإنجليزية، وهي متاحة فقط عندما يكون جهاز أبل موجودًا داخل الصين.
قدمت شركة أوتوناڨي سابقًا بيانات الخرائط إلى جوجل منذ عام 2006، على الرغم من أن هذه البيانات لم يتم تحديثها لعدة سنوات.
كان تطبيق الخرائط الخاص بشركة أوتوناڨي هو تطبيق الخرائط الأعلى استخدامًا على الأجهزة المحمولة في الصين في عام 2012، حيث تجاوز عدد مستخدميه 100 مليون مستخدم.

## التأسيس
تأسست الشركة في عام 2002 على يد جون هو، وكونجوو تشنغ، وجون شياو "بهدف تطوير بيانات الخرائط الرقمية لأنظمة الملاحة المدمجة داخل لوحة القيادة في السيارات".
في عام 2007 أطلقت Amap أول نظام ملاحة للسيارات تم تطويره داخليًا.
في عام 2021، تم دمج Amap في قسم خدمات أسلوب الحياة التابع لمجموعة علي بابا، والذي يتضمن أيضًا خدمة توصيل الطعام إلي ما [الإنجليزية].
في مارس 2023، أعلنت Amap أن متوسط عدد مستخدميها النشطين بلغ 150 مليون مستخدم نشط [الإنجليزية] يوميًا.

## أنظر أيضا
- قائمة خدمات الخرائط عبر الإنترنت [الإنجليزية]
- خرائط جوجل
- توم توم
- مابسكيب بي في [الإنجليزية]
- صندوق الخرائط [الإنجليزية]